# تورایا
تورایا (انگلیسی: Toraya) شرکت صنایع غذایی ژاپنی است، که در سال ۱۶۳۵ تأسیس شد.